# باشگاه فوتبال ایپسویچ تاون
باشگاه فوتبال ایپسوییچ تاون (به انگلیسی: .Ipswich Town F.C) باشگاه فوتبال انگلیسی است که در شهر ایپسوییچ قرار دارد و در لیگ برتر فوتبال انگلستان بازی میکند.
این باشگاه در سال ۱۸۷۸ میلادی تأسیس شده‌است. ایپسوییچ تاون سابقهٔ قهرمانی در لیگ برتر انگلیس در سال ۶۲–۱۹۶۱ و قهرمانی در جام یوفا در سال ۸۱–۱۹۸۰ را دارد.

## رقیب سنتی
این باشگاه رقابت دیرینه ای با تیم باشگاه فوتبال نوریچ سیتی دارد که این جدال تحت عنوان دربی انگلین شرقی شناخته میشود رقابت این دوتیم از قرن ۲۰ اوج گرفت.

## افتخارات
لیگ انگلستان:
قهرمان :۱۹۶۲–۱۹۶۱
جام یوفا: ۱۹۸۱–۱۹۸۰
جام حذفی انگلستان:۱۹۷۸–۱۹۷۷